# Veliki ikozidodekaeder
| Veliki ikozidodekaeder                         | Veliki ikozidodekaeder                               |
| ---------------------------------------------- | ---------------------------------------------------- |
|                                                |                                                      |
| vrsta                                          | uniformni zvezdni polieder                           |
| elementi                                       | F = 32, E = 60, V = 30 ({\displaystyle \chi \,} = 2) |
| stranske ploskve po straneh                    | 20{3} + 12{5/2}                                      |
| Wythoffovi simboli                             | 2 \| 3 5/2 2 \| 3 5/3 2\| 3/2 5/3 2 \| 3/2 5/3       |
| simetrija \|\| Ih, [5,3], *532                 |                                                      |
| Bowerjeva okrajšava                            | Gid                                                  |
| sklici                                         | U54, C70, W94                                        |
| veliki rombski triakontaeder (dualni polieder) | (3.5/2.3.5/2) slika oglišč                           |

Veliki ikozidodekaeder je nekonveksni uniformni polieder z oznako (indeksom) U54. Ima Schläflijev simbol t1{3,5/2}.

## Sorodni poliedri
Ima enako razvrstitev oglišč kot ikozidodekaeder, ki je njegova konveksna ogrinjača. Za razliko od velikega ikozaedra in velikega dodekaedra veliki ikozidodekaeder ni stelacija ikozidodekaedra.
Ima tudi enako razvrstitev robov kot veliki ikozihemidodekaeder, ki ima skupne trikotniške stranske ploskve ter veliki dodekahemidodekaeder, ki pa ima skupne pentagramske stranske ploskve.
| veliki ikozidodekaeder                | veliki dodekahemidodekaeder | veliki ikozihemidodekaeder |
| ikozidodekaeder (konveksna ogrinjača) |                             |                            |

Ta polieder se lahko obravnava kot rektificirani veliki ikozaeder:
Prisekanost velikega steliranega dodekaedra je izrojeni polieder, ki ima 20 trikotniškh stranskih ploskev iz prisekanih oglišč in 12 (skritih) petkotniškh stranskih ploskev kot posledica prvotnih pentagramskih stranskih ploskev. Te pa tvorijo veliki dodekaeder, ki je včrtan in ima skupne robove z ikozaedrom.
| ime                      | veliki stelirani dodekaeder | prisekan veliki stelirani dodekaeder | veliki ikozidodekaeder | prisekan veliki ikozaeder | veliki ikozaeder |
| ------------------------ | --------------------------- | ------------------------------------ | ---------------------- | ------------------------- | ---------------- |
| Coxeter-Dinkinov diagram |                             |                                      |                        |                           |                  |
| slika                    |                             |                                      |                        |                           |                  |